# Chieri Volley
Chieri Volley – żeński, włoski klub siatkarski, powstały w Chieri, obecnie występujący we włoskiej Serie A1. Obecnie klub występuje pod nazwą Duck Farm Chieri Torino Volley Club.

## Sukcesy
- Mistrzostwa Włoch:
  - : 2004
- Puchar Top Teams (teraz Puchar CEV):
  - : 2005

## Kadra 2012/13
- 2.  Chiara Borgogno
- 3.  Marta Bechis
- 5.  Immacolata Sirressi
- 7.  Martina Guiggi
- 8.  Monica Ravetta
- 9.  Indre Sorokaitė
- 10. Amaranta Fernández
- 11. Erica Vietti
- 12. Francesca Piccinini
- 14. Samanta Fabris
- 15. Rossana Zauri
- 17. Liesbet Vindevoghel